# برينو ماتوسينهوس
برينو ماتوسينهوس (بالبرتغالية: Breno Matosinhos‏) هو لاعب كرة قدم برازيلي، ولد في 5 ديسمبر 1991 في Sanctuary of Bom Jesus de Matosinhos ‏ في البرازيل. لعب مع أتلتيكو مينيرو.

## وصلات خارجية
- برينو ماتوسينهوس على موقع قاعدة بيانات كرة القدم.إي يو (الإنجليزية)
- برينو ماتوسينهوس على موقع Soccerway.com (الإنجليزية)